# Natalia Gutman
Pour les articles homonymes, voir Gutman.
Natalia Grigorievna Gutman (en russe : Наталья Григорьевна Гутман), née à Kazan (RSSA tatare, actuel Tatarstan) le 14 novembre 1942, est une violoncelliste soviétique, puis russe.

## Biographie
Issue d'une famille de musiciens d'origine juive, elle commence la pratique du violoncelle à l'âge de cinq ans. Ses premières leçons lui sont données par son grand-père, Anisim Berlin. Ce dernier est un musicien reconnu, élève de Leopold Auer.
Elle entre au conservatoire de Moscou, où elle est durant treize ans l'élève de Galina Kozouloupova. Une fois diplômée, elle collabore avec Mstislav Rostropovitch. Elle fait connaissance du pianiste Sviatoslav Richter, qui aura une influence majeure sur elle. Influence réciproque, Richter la qualifiant d'incarnation de la sincérité en musique. 
Natalia Gutman participe à de nombreux concours. Elle obtient la médaille d'or du Festival international de Vienne, le troisième prix du Concours Tchaïkovski en 1964, ainsi que le premier prix du Festival international Dvořák, en 1966. Elle obtient encore le premier prix du Concours international de musique de l'ARD de Munich en 1967 (catégorie duo violoncelle et piano, avec le pianiste Alexeï Nassedkine).

## Carrière
Natalia Gutman a joué avec des orchestres renommés, tels les orchestres philharmoniques de Vienne, Berlin, Munich et Saint-Pétersbourg, ainsi que le London Symphony Orchestra et le Royal Concertgebouw Orchestra. Au travers de ces participations, elle a collaboré avec les chefs Claudio Abbado, Philippe Bender, Bernard Haitink, Kurt Masur, Riccardo Muti, Mstislav Rostropovitch, Sergiu Celibidache, Wolfgang Sawallisch et Iouri Temirkanov.
En musique de chambre, Natalia Gutman a travaillé avec Sviatoslav Richter, Yuri Bashmet, Alekseï Lioubimov, Isaac Stern, Elisso Virssaladze, Ievgueni Kissine, et Oleg Kagan, son mari aujourd'hui défunt. Elle a donné des représentations de l'intégralité des œuvres solo de Bach à Moscou, Berlin, Munich, Madrid, Barcelone et d'autres villes.
Elle s'intéresse particulièrement aux œuvres contemporaines. Certaines œuvres d'Alfred Schnittke, Edison Denisov, et Sofia Goubaïdoulina ont été écrites pour elle.
De nos jours, Natalia Gutman se voue à l'enseignement de la musique et à l'aide aux jeunes musiciens. Elle a été Présidente de jury du 3e Rotary Concours International de Musique à Moscou. Elle participe aux festivals musicaux en tant qu'invitée, par exemple aux master classes internationales de violon du Conservatoire Russe de Paris Serge Rachmaninoff, ou au Festival International Elisso Virssaladze de Telavi, en Géorgie.